# 小林忠文
小林 忠文（こばやし ただふみ、1978年12月16日 - ）は、日本出身の元サッカー選手。ポジションはフォワード。メキシコリーグに日本人としてプロ契約。大谷武文と同時期にプレー。
メキシコプロフットボールラピドリーグにはJリーグ監督間瀬秀一と同時期にプレー。

## 経歴
小学4年生三重県津市白山町でサッカーを始める。三重中勢SCで三重県大会を優勝、全国大会に出場する。
中学は三重中勢SCジュニアユース、白山中学校でプレー。高校時代には名張FCテコス（谷奥優作と同期）、三重県立名張桔梗が丘高校でプレー。
高校を卒業した1997年に単身で渡墨し、デポルティーボ・トルーカFCユースグアダラハラのトライアルテストを受け入団。その後、1998年にメキシコシティ郊外にあるセグンダ・ディビシオン（3部）のデポルティーボ・アルコネスネサFCとプロ契約を交わし、プロサッカー選手となった。1999年、メキシコプロフットボールラピドリーグに所属するDFラピッズでプレー。
2000年グアナファト州のクルブ・サラマンカに入団しシーズン終了時に退団。このシーズンをもって引退。メキシコリーグ1部での出場はなかった。

### 引退後
引退後、2003年12月に個人事業を開始その後、アンシンサービス２４有限会社を設立2014年にはタイ王国へ法人設立し事業を拡大。
現在は日本国内では住宅設備リフォーム業、メンタルコーチ・コンサル事業、タイ王国でANSIN SERVICE24(THAILAND)CO.,LTDにおいて浄水器の販売レンタル事業を行っている。

## 所属クラブ
- 1991年 - 1994年  三重中勢SC・三重県白山町立白山中学校
- 1994年 - 1997年  名張FCテコス・三重県立名張桔梗が丘高校ユース
- 1997年 - 1997年  デポルティーボ・トルーカグアダラハラFCユース
- 1998年 - 1999年  デポルティーボ・アルコネスネサFC
- 1999年 - 2000年  デポルティーボ・DFラピッズ
- 2000年 - 2001年  クルブ・サラマンカ

## 個人成績
| 国内大会個人成績 | 国内大会個人成績                 | 国内大会個人成績 | 国内大会個人成績       | 国内大会個人成績 | 国内大会個人成績 | 国内大会個人成績 | 国内大会個人成績 | 国内大会個人成績 | 国内大会個人成績 | 国内大会個人成績 | 国内大会個人成績 |
| 年度             | クラブ                           | 背番号           | リーグ                 | リーグ戦         | リーグ戦         | リーグ杯         | リーグ杯         | オープン杯       | オープン杯       | 期間通算         | 期間通算         |
| 年度             | クラブ                           | 背番号           | リーグ                 | 出場             | 得点             | 出場             | 得点             | 出場             | 得点             | 出場             | 得点             |
| メキシコ         | メキシコ                         | メキシコ         | メキシコ               | リーグ戦         | リーグ戦         | コパMX           | コパMX           | オープン杯       | オープン杯       | 期間通算         | 期間通算         |
| ---------------- | -------------------------------- | ---------------- | ---------------------- | ---------------- | ---------------- | ---------------- | ---------------- | ---------------- | ---------------- | ---------------- | ---------------- |
| 1998-99          | デポルティーボ・アルコネスネサFC |                  | 3部                    |                  |                  |                  |                  |                  |                  |                  |                  |
| 1999-00          | フットボールラピド               |                  | プロフットボールラピド |                  |                  |                  |                  |                  |                  |                  |                  |
| 2000-2001        | クルブ・サラマンカ               |                  | 2部                    |                  |                  |                  |                  |                  |                  |                  |                  |
| 通算             | メキシコ                         | メキシコ         | 3部                    |                  |                  |                  |                  |                  |                  |                  |                  |
| 通算             | メキシコ                         | メキシコ         | 2部                    |                  |                  |                  |                  |                  |                  |                  |                  |
| 通算             | メキシコ                         | メキシコ         | FBR                    |                  |                  |                  |                  |                  |                  |                  |                  |
| 通算             | 総通算                           |                  |                        |                  |                  |                  |                  |                  |                  |                  |                  |